# 신은 죽지 않았다
《신은 죽지 않았다》(영어: God's Not Dead)는 2014년 공개된 미국의 영화이다.

## 출연

### 주연
- 쉐인 하퍼
- 케빈 소보
- 트리샤 라파체
- 코리 올리버
- 하딜 싯투

### 조연
- 리사 아놀드
- 코리 로버트슨
- 폴 코
- 윌리 로버트슨
- 로스 브리츠
- 딘 케인
- 데이빗 A.R. 화이트
- 벤자민 오치엥
- 마코 칸
- 피터 첸
- 르노어 뱅스
- 러셀 울프
- 루시 포스트
- 짐 글리슨
- 브룩 존슨
- 토미 블레즈
- 앤드류 보겔
- 샤우너 랩폴드
- 제이 카푸토
- 프랭클린 그레이엄

## 기타
- 공동제작: 리사 아놀드
- 공동제작: 척 콘젤만
- 공동제작: 캐리 솔로몬
- 공동제작: 제리드 코티스
- 공동제작: 맷 샤피라
- 조감독: 조던 챔파인
- 조감독: 존 마이클 서돌
- 미술: 클레어 산체즈
- 세트: 에밀리 메로니
- 시각효과: 숀 데버록스
- 분장: 크리스틴 롬바르도
- 분장: 프란체스카 사라피아
- 의상: 존 H. 스미스
- 배역: 빌리 다모타
- 배역: 데 비즈
- 프로덕션매니저: 제리드 코티스